# ویوین مک‌گراث
 ویوین مک‌گراث (انگلیسی: Vivian McGrath؛ زاده ۱۷ فوریهٔ ۱۹۱۶ درگذشته ۹ آوریل ۱۹۷۸) یک تنیس‌باز اهل استرالیا بود.